# Hrym
Dans la mythologie nordique, Hrym ou Hrymr (étymologie incertaine ; peut être du vieux norrois pour « décrépi », ou « fragile », mais cela parait peu convaincant) est un géant mentionné dans les textes que pour la part qu'il prendra à la grande bataille prophétique du Ragnarök. 

## Edda de Snorri
Selon le chapitre 51 de la Gylfaginning de l'Edda de Snorri, Hrym pilotera le bateau Naglfar lors du Ragnarök. Il transportera ainsi les légions de géants vers le champ de bataille Vigrid afin de combattre les dieux dans cette fin du monde prophétique. Les deux courtes mention de Hrym sont les suivantes :
Ce sera dans ce déferlement de flots que Naglfar prendra la mer, piloté par le géant qui s'appelle Hrym.
C'est là [Vigrid] également qu'arrivera Loki, ainsi que Hrym et, avec ce dernier, tous les géants du givre, tandis que l'entier cortège de Hel accompagnera Loki.

## Völuspá
Par contre, selon le poème Völuspá de l'Edda poétique, ce n'est pas Hrym qui tient la barre de Naglfar au Ragnarök, mais le dieu Loki. Hrym pourtant arrive pour la bataille et est décrit dans deux vers de la strophe 50 comme suit :
| Hrymr ekr austan, hefisk lind fyrir | Hrymr arrive de l'est, Bouclier levé |  |